# Стуков, Фёдор Викторович
Фёдор Ви́кторович Сту́ков (род. 17 сентября 1972, Москва, СССР) — советский и российский актёр кино и телевидения, кинорежиссёр, телеведущий. С 2016 года — креативный продюсер «СТС Медиа».

## Биография
Родился в Москве 17 сентября 1972 года. В детстве пел в хоре Гостелерадио п/у Виктора Попова. Родители не имели отношения к кинематографу (отец — инженер, мать — литературный редактор). Окончил Высшее театральное училище имени Б. В. Щукина в 1993 году. Играл в театре «Веркштатт» (Ганновер, Германия, нем. Theaterwerkstatt Hannover).
Был ведущим программ «Лего-го!», «КБ Легонавт», «До 16 и старше», «Мировые розыгрыши» (ведущий-профессор). С 2001 по 2002 год работал на каналах ТВ-6 и ТВС в программах «За стеклом» и «Путеводитель» с Ольгой Шакиной.
В детстве был одним из самых известных советских детей-актёров первой половины 1980-х.
В последнее время пробует себя в качестве сценариста — дополнил рассказ Бориса Грачевского «Фокус-покус» в киножурнале «Ералаш», где являлся также режиссёром-постановщиком. В киножурнале «Ералаш» актёр снимается с раннего детства.

## Фильмография

### Актёр
- 1979 — Несколько дней из жизни И. И. Обломова — Андрюша Обломов, сын Ильи Ильича
- 1981 — Родня — Иришка, внучка Марии Коноваловой
- 1981 — Приключения Тома Сойера и Гекльберри Финна — Том Сойер
- 1981 — Руки вверх! — Толя Глотов
- 1982 — Остров сокровищ — Джим Хокинс
- 1983 — Комета — Толя Чернов
- 1984 — Пеппи Длинныйчулок — Томми
- 1986 — Что такое «Ералаш»? — ведущий
- 1988 — Чёрный коридор — Лева Бочаров, ученик
- 1992 — Бег по солнечной стороне — Сашка
- 1995 — Петербургские тайны — Иван Вересов
- 1997 — Царевич Алексей — Алексей Юрьев, он же «Изопка»
- 2008 — Трюкачи — режиссёр
- 2013 — Шерлок Холмс — Джабез Вилсон

### Киножурнал «Ералаш»
- 1981 — Выпуск № 28 (сюжет «Портфель»)[5] — школьник
- 1984 — Выпуск № 44 (сюжет «Ябеды»)[6] — Толя Трушкин
- 1985 — Выпуск № 51 (сюжет «Чао, бамбино!»)[7] — «заяц», неудачно прикинувшийся итальянским туристом
- 1985 — Выпуск № 53 (сюжет «Миллион лет назад… или …как появилась человеческая речь»)[8] — дикарь (нет в титрах)
- 1998 — Выпуск № 127 (сюжет «Помощник»)[9] — продавец в ларьке
- 2007 — Выпуск № 208 (сюжет «С добрым утром!»)[10] — папа Вити

### Режиссёрские работы

#### Телесериалы
- 2007—2008 — Ералаш (сюжеты выпусков № 200: «Горячая картошечка» и № 208: «Фокус-покус» и «С добрым утром!»)
- 2010—2011 — Как я встретил вашу маму (2 сезона, СТС)
- 2012—2013 — Восьмидесятые (1—3 сезоны, СТС)
- 2014 — Физрук (1—2 сезоны, ТНТ)
- 2017 — Адаптация (ТНТ)
- 2017 — Филфак (ТНТ)
- 2019 — Пекарь и красавица (СТС)
- 2019 — Ивановы-Ивановы (4 сезон, СТС)
- 2021 — Дылды (2 сезон, СТС)
- 2023 — Американцы[11]
- 2023 — Бэби-тур

## ТВ
- 1995—1998 — «Лего-го!» (ОРТ)
- 1998—2001 — «До 16 и старше» (ОРТ)
- 1999—2001 — «КБ Легонавт» (СТС)
- 2003—2004 — «Мировые розыгрыши» (REN-TV)

#### Прочее
- 2001 — За стеклом (реалити-шоу; ТВ-6, ТНТ, ТВС)
- 2002 — Путеводитель с Ольгой Шакиной (авторская географическая программа; ТВС, режиссёр избранных выпусков)
- 2002 — Русское чудо, или Люди под микроскопом (реалити-шоу; REN-TV, Интер)
- 2003 — Всё для тебя (программа; REN-TV, Интер)[12]
- 2004 — Факультет юмора (шоу; REN-TV)
- 2005 — Проверено на себе (реалити-шоу; REN-TV)
- 2007 — Охотники за нацистами (документальный сериал; ТВ Центр)
- 2009 — Концлагеря. Дорога в ад (документальный сериал; ТВ Центр)